# Leszczyński-Palast (Warschau)

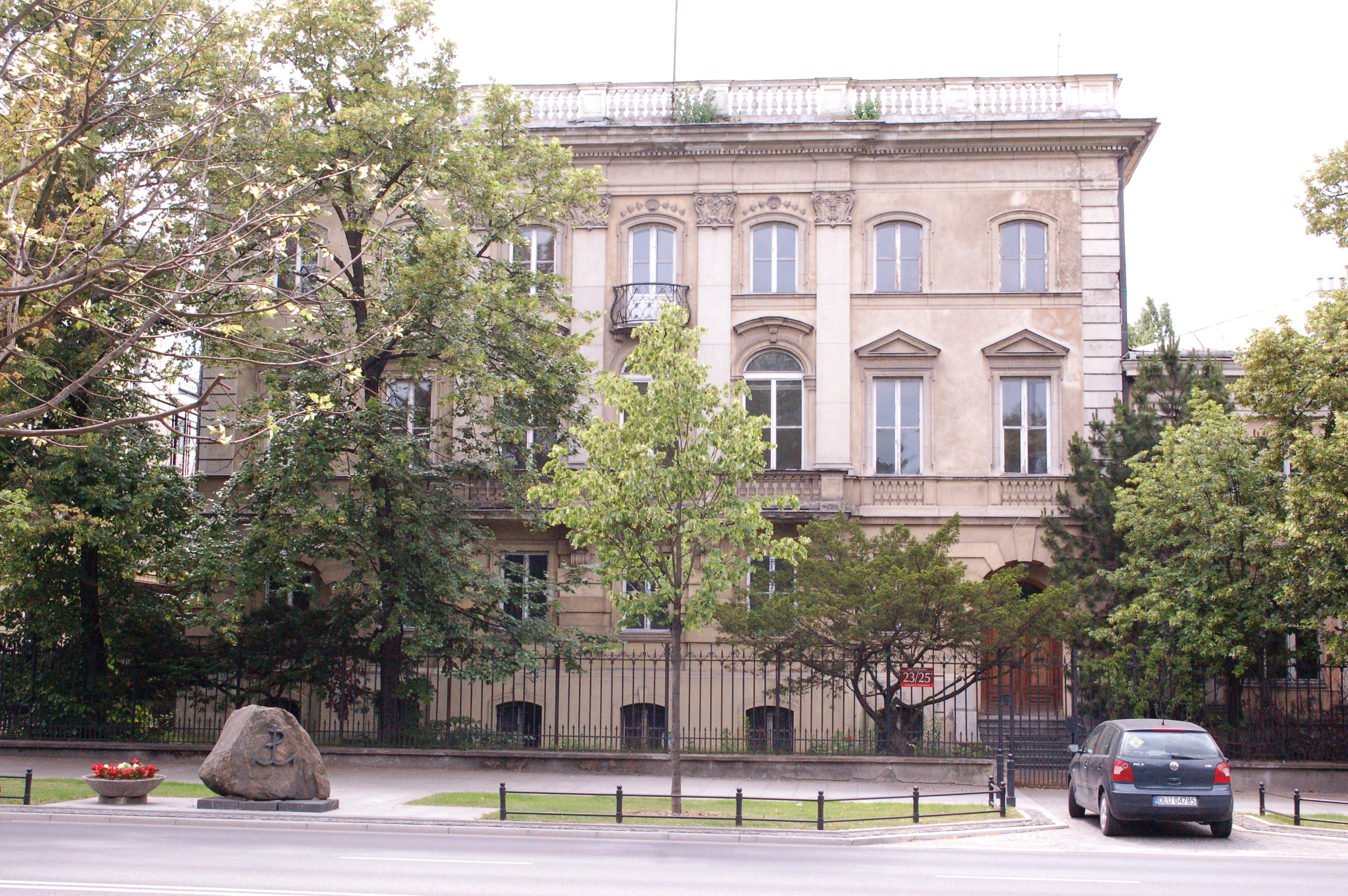
Der Palast von den Aleja Ujazdowskie aus; im Vordergrund der Gedenkstein zum Kutschera-Attentat

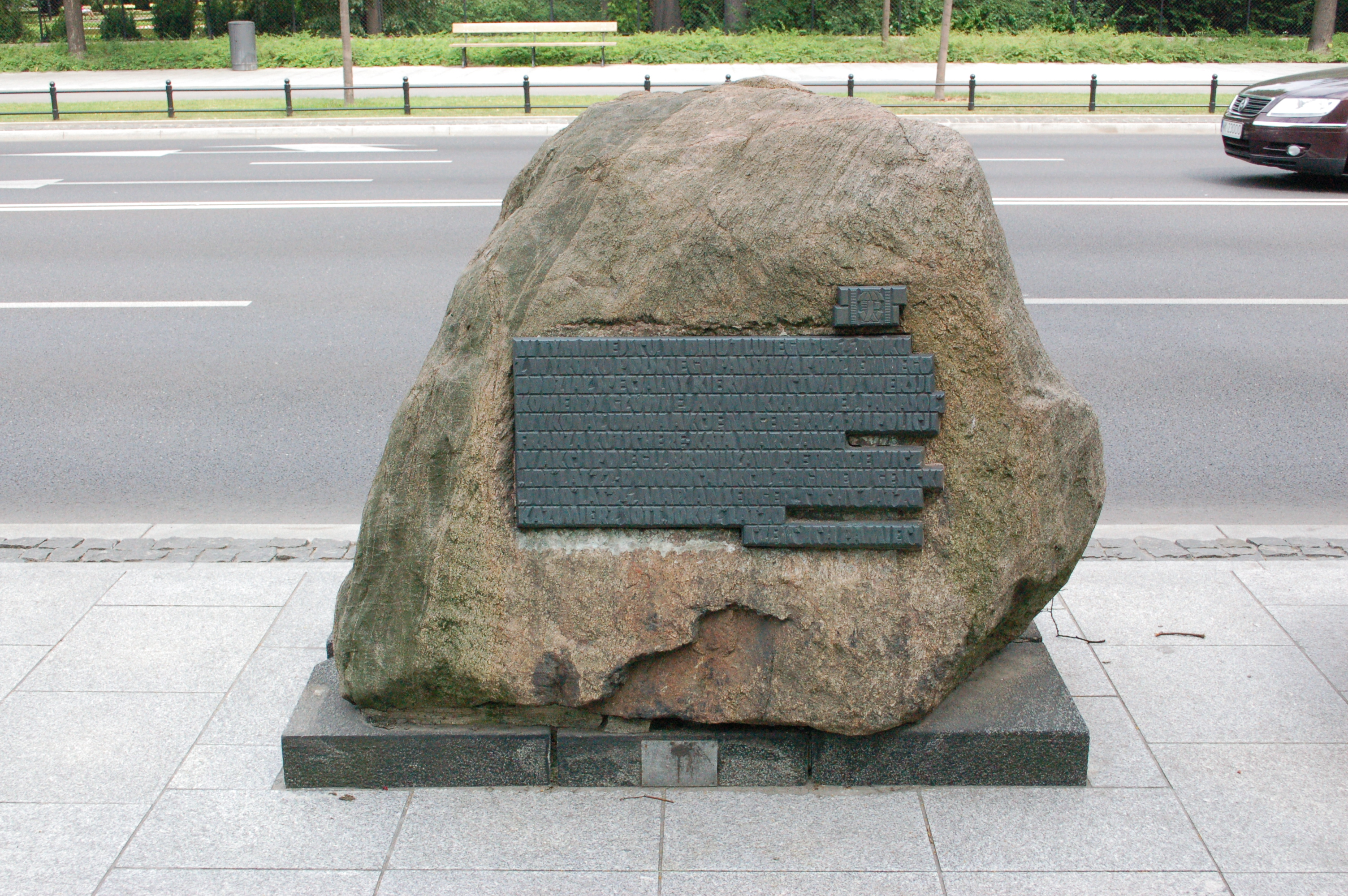
Inschrift auf dem Gedenkstein

Der Leszczyński-Palast (auch Gawroński-Villa genannt; polnisch: Pałacyk Leszczyńskich bzw. Willa Gawrońskich) befindet sich in der Aleje Ujazdowskie Nr. 23 im Warschauer Innenstadtdistrikt. An das Objekt schließt sich unmittelbar das Śleszyński-Palais an. Zur Vorkriegsgeschichte des Palastes ist wenig bekannt. In den 2000er Jahren war er in den Regionalmedien häufig thematisierter Anlass zu einem Rechtsstreit zwischen den Nachkommen des Vorkriegsbesitzers und den Vertretungen der Bundesrepublik Jugoslawien und der Republik Serbien.

## Geschichte
Die Baugeschichte des Stadtpalais ist unbekannt. Nach einigen Quellen wurde das Objekt im 19. Jahrhundert in einem neobarocken Stil errichtet. Der Architekt ist ebenfalls unbekannt, eventuell wurde das Objekt 1924 von Marcin Weinfeld umgebaut. Unstrittig ist, dass der Palast für ein Mitglied der Familie Leszczyński errichtet wurde und vor dem Zweiten Weltkrieg in den Besitz der Familie Gawroński gelangte.

### Das Kutschera-Attentat
Während der Besatzungszeit im Zweiten Weltkrieg befand sich im Gebäude der Sitz der SS- und Polizei-Leitung des Distrikts Warschaus. Am 1. Februar 1944 wurde vor dem Palast ein tödliches Attentat auf den Warschauer SS- und Polizeiführer Franz Kutschera verübt. Die „Kutschera-Aktion“ (polnisch: Akcja Kutschera) wurde auf Befehl von August Emil Fieldorf (Pseudonym „Nil“), dem Chef der „Kedyw KG“ von der „Pegaz“, einer Einheit der Kompanie „Agat“ der Szare Szeregi, durchgeführt. Ein Gedenkstein am Straßenrand erinnert heute an das Attentat.
Nach dem Warschauer Aufstand von 1944 wurde der Palast ausgebrannt. Nach dem Krieg wurde er unter Szymon Syrkus wiedererrichtet. Dabei wurde eine – in dem vormals in einem barocken Stil gehaltenen Mansarddach vorhandene – Etage nicht wiederhergestellt. Auch die barockanmutenden Dekorationen an der Fassade wurden teilweise nicht wieder rekonstruiert. Das Gebäude wurde im Inneren mit dem angrenzenden Śleszyński-Palais verbunden und zunächst den Vereinigten Staaten (1948–1953) und danach der Republik Jugoslawien zur Nutzung als Botschaft übergeben.

### Restitutions-Streit
Die beiden Gebäude wurden bis Ende der 2000er Jahre von der Botschaft Jugoslawiens und folgend der Botschaft von Serbien genutzt. Bereits ab dem Jahr 2000 forderten die Erben des Vorkriegseigentümers (zunächst die Italienerin Luciana Frassati-Gawrońska, die Ehefrau des bereits verstorbenen Diplomaten Jan Gawroński und später deren Sohn, der EU-Abgeordnete Jas Gawronski) das Objekt in den Al. Ujazdowskie 23 zurück, das nach dem Krieg auf Basis des „Warschauer Dekrets“ von Bolesław Bierut enteignet worden war. Im Jahr 2002 wurde das Objekt nach polnischem Recht rückübereignet, den Eigentümern vom Nutzer aber kein Zugang gewährt. Die Nutzer, die den Wiederaufbau des Objektes finanziert hatten, fochten das Urteil an. Im weiteren Verlauf trug neben dem schwierigen juristischen Verhältnis zwischen dem polnischen und dem jugoslawischen Staat auch der Zerfall Jugoslawiens zu weiteren Komplikationen des Verfahrens bei. Erst im Jahr 2008 erfolgte der Räumungsbefehl des bis dahin als Botschaft genutzten Gebäudes. Kurz vor dessen Vollstreckung zogen die Diplomaten aus. Für die ungenehmigte Nutzung ab Rückerstattung forderten die Erben einen Schadensausgleich von 25 Millionen Złoty.